# 松大航也
松大 航也（まつだい こうや、1999年9月4日 - ）は、日本の俳優である。三重県出身。スパイスパワー所属。

## 略歴
中学3年生の時に地元・三重でスカウトされたがその時は芸能界に興味がなかったため断った。高校時代、友達に勧められた映画『アベンジャーズ』を観て俳優の仕事に興味をもつようになり、進路を決める時に俳優となることを決意し、自ら事務所に連絡をとった。その後、2017年12月に『オーファン・ブラック〜七つの遺伝子〜』の小林良役でデビューを果たした。
2019年9月公開の『見えない目撃者』でのヒロインの弟・浜中大樹役が、初の映画出演作となった。また、マーベル作品やイ・ビョンホンへの憧れからアクション俳優を目指してボクシングや殺陣で鍛錬に励み、2020年4月の『GARO ‒VERSUS ROAD‒』で初のテレビドラマ主演に抜擢された。

## 人物
学生時代はバレーボール部に所属しており、特技もバレーボール。趣味は映画鑑賞、運動、筋トレ。映画はマーベルのアベンジャーズやアイアンマン等のアクション系が特に好き。
好きな食べ物は唐揚げと中華。

## 出演

### テレビドラマ
- オーファン・ブラック〜七つの遺伝子〜（2017年12月2日 - 2018年1月27日、フジテレビ） - 小林良 役
- 崖っぷちホテル! 第4話（2018年5月6日、日本テレビ） - 筒賀猛 役
- 雲霧仁左衛門 4 第1話（2018年9月7日、NHK BSプレミアム）
- 深夜のダメ恋図鑑 第2話（2018年10月14日、朝日放送テレビ）
- 螢草 菜々の剣（2019年7月26日 - 9月6日、NHK BSプレミアム） - 宗太郎 役
- 花にけだもの〜Second Season〜（2019年8月27日 - 9月24日、フジテレビ）
- 遺留捜査 新作スペシャル1（2019年11月24日、テレビ朝日） - 八十嶋敏和（高校時代） 役
- GARO ‒VERSUS ROAD‒（2020年4月2日 - 6月26日、TOKYO MX・BS日テレ） - 主演・空遠世那 役[5]
- ドクターY〜外科医・加地秀樹〜（2020年10月4日、テレビ朝日） - 大根類 役
- 連続テレビ小説 エール 第106話 - 最終話（2020年11月9日 - 27日、NHK） - 関内ケン 役
- レンアイ漫画家（2021年4月8日 - 6月17日、フジテレビ） - 刈部清一郎（青年期） 役[6]
- 女の戦争〜バチェラー殺人事件〜（2021年7月3日 - 8月7日、テレビ東京） - ケリー豊田 役[7]
- ライオンのおやつ 第4話（2021年7月18日、NHK BSプレミアム） - 先生（阿久津英司・若い頃） 役
- ねこ物件（2022年4月8日 - 6月10日、テレビ神奈川）- ファン 役[8][9]
- 新・信長公記〜クラスメイトは戦国武将〜（2022年7月24日 - 9月25日、読売テレビ・日本テレビ） - 今川義元 役[10]
- さらば、佳き日 第2話・第5話・第6話（2023年6月19日・7月10日・17日、テレビ東京） - 松本大輝 役
- ビリオン×スクール（2024年7月5日 - 9月13日、フジテレビ） - 春海将司 役[11]
- 聽海湧 Three Tears In Borneo（2024年8月17日 - 、台湾公視） - 日本人弁護士・渡邊直人 役[12]
- おとなりコンプレックス（2025年2月21日 - 3月14日、フジテレビ） - 瀬尾歩 役[13]

### 映画
- 見えない目撃者（2019年9月20日、東映） - 浜中大樹 役[14]
- 20歳のソウル（2022年5月27日、日活） - 滝沢翔 役[15][16]
- 劇場版 ねこ物件（2022年8月5日、AMGエンタテインメント） - ファン 役[17]
- みなに幸あれ（2024年1月19日、KADOKAWA） - 幼馴染 役[18]

### 舞台
- STRAY DOG 番外「Starting Over」（2018年4月29日 - 5月6日、ワーサルシアター）[19]
- 暁の帝〜壬申の乱編〜（2018年6月27日 - 7月1日、池袋シアターグリーン BIG TREE THEATER）
- 暁の帝〜朱鳥の乱編〜（2019年6月13日 - 6月23日、池袋シアターグリーン BIG TREE THEATER）[20]
- つかこうへい復活祭2023 新・幕末純情伝（2023年1月28日 - 2月12日、紀伊国屋ホール。同2月17日 - 19日、AiiA 2.5 Theater Kobe）[21]
- トレインライドシアター「このレールはドラマチック」（2023年11月19日・23日、東京都23区内）[22]

### 配信ドラマ
- ショートムービー 星に願いを 第1話・第3話（2018年1月11日、ネスレシアター on YouTube） - 鬼塚晴彦 役
- 花にけだもの〜Second Season〜（2019年3月23日 - 5月11日、FOD）
- フォローされたら終わり（2019年10月27日 - 12月15日、AbemaTV） - 後藤孝一 役[23]
- 『ビリオン×スクール』FODオリジナルストーリー（2024年9月13日、FOD） - 春海将司 役[24]

### その他のテレビ番組
- ひきだすにほんご Activate Your Japanese!（スキットパート：柳沢麗）

### CM
- Amazonプライム・ビデオ「年末年始を、プライムに。」篇（2018年12月 - 2019年6月）[25]

### ミュージックビデオ
- I Don't Like Mondays.『CALL ME』（2019年）

### ネット配信
- 速食物語（2020年2月24日 - 、YouTube） - レギュラー出演